# After All
«After All» — дуэт американской певицы и актрисы Шер и американского певца и басиста Питера Сетеры, бывшего вокалиста группы Chicago, выпущенный 21 февраля 1989 года на лейбле Geffen Records. Песня использовалась как любовная тема в фильме «Шансы есть» и была номинирована как «Лучшая песня к фильму» на премии «Оскар». Песня также стала первым североамериканским синглом, выпущенным с двадцатого альбома Шер Heart of Stone. Песня также была включена в альбома Сетеры You’re the Inspiration: A Collection.

## О песне
Песня достигла 6-го и 5-го места, соответственно, в чартах США и Канады, единственных странах, где она была официально выпущена. Однако, из-за высоких радио-трансляций, песне удалось войти в европейские чарты, в том числе чарты Ирландии (№ 24) и Великобритании (№ 84).
«After All» стал также первым хитом № 1 в чарте США Hot Adult Contemporary Tracks. Песня также заняла 79-е место в итоговом чарте Billboard Hot 100 в 1989-м. Несмотря на огромный успех в США, для песни так и не был снят музыкальный клип.

## Выступления
Шер и Сетера записывали эту песню отдельно друг от друга. Они ни разу не исполняли эту песню вместе. И, хотя песня была номинирована на «Оскар» в 1990-м, тот год был единственным, когда номинанты на награду «Лучшая песня к фильму» не выступали на церемонии награждения.
Шер исполняла сольную версию песни во время турне Heart of Stone Tour и Love Hurts Tour. Позже, во время турне Do You Believe? Tour и Living Proof: The Farewell Tour, она исполняла эту песню со своим музыкантом-клавишником Полом Мирковичем. Они также выступали с этой песней во время её последнего тура Cher at the Colosseum. Перед началом исполнения проигрывается видео-интерлюдия о кино-карьере Шер.

## Кавер-версии
Согласно немецкой прессе, Шер повторно записала дуэт с Томасом Андерсом для его альбома Different.

## Список композиций

### Germany 12" Vinyl[3]
- A1. «After All»
- A2. «Dangerous Times»
- B1. «I Found Someone»
- B2. «Main Man»

## Официальные версии
- Main Version (4:03)
- Edit (3:39)
- Extended Remix (6:46)

## Чарты
| Чарт (1987/1988)                             | Место |
| -------------------------------------------- | ----- |
| U.S. Billboard Hot 100                       | 6     |
| U.S. Billboard Hot 100 Singles Sales         | 4     |
| U.S. Billboard Hot Adult Contemporary Tracks | 1     |
| Australian Singles Chart                     | 50    |
| Canadian Singles Chart                       | 5     |
| Irish Singles Chart                          | 24    |
| UK Singles Chart                             | 84    |